# Bernard Peiffer
Bernard Peiffer (* 23. Oktober 1922 in Epinal; † 7. September 1976 in 
Philadelphia) war ein französischer Jazz-Pianist und Komponist des Modern Jazz.

## Leben und Wirken
Peiffer studierte in Marseille und Paris; ab 1943 arbeitete er als Profimusiker u. a. mit Django Reinhardt, Hubert Rostaing und 1947 mit Rex Stewart. 1946 entstand eine 78er für das Label Swing (The Good Old Fats). In dieser Zeit hatte er auch ein eigenes Trio mit Pierre Michelot und spielte mit James Moody. 1949 trat er in der Begleitband von Hot Lips Page auf dem Pariser Festival International 1949 de Jazz  auf, zusammen mit dem Bassisten Roger Paraboschi und Jean Bouchety. 1952 spielte er im Duo mit Jean-Louis Viale im Club Le Boeuf sur le Toit; 1954 hatte er eine Formation, Bernard Peiffer and his St. Germain des Pres Orchestra mit Roger Guérin und Bobby Jaspar, mit der er ein Album für das Blue Star-Label aufnahm.  Außerdem arbeitete mit Zoot Sims/Henri Renaud mit Sacha Distel sowie mit André Hodeir & his Jazz Group de Paris.
Im Jahr 1954 übersiedelte er in die Vereinigten Staaten, wo er als Solist und im Duo mit George Duvivier in Clubs und auf College-Tourneen auftrat. Er nahm einige Alben unter eigenem Namen auf und gastierte 1962 beim Jazzfestival Montreal und 1966 auf europäischen Festivals; ab 1968 arbeitete er vorwiegend als Filmkomponist und Lehrer, unter anderem von Sumi Tonooka. Durch Krankheit musste er seine Auftritte einschränken; 1975 gastierte er beim Newport Jazz Festival, das in New York stattfand. 
1976 erlag Peiffer einem Nierenleiden.
Nach Martin Kunzler verarbeitete Peiffer Einflüsse von Art Tatum, Oscar Peterson und Bud Powell; in Stücken wie „Prélude, Fugue and Trio“ über George Shearings „Lullaby of Birdland“ verband er diese Einflüsse mit Elementen der klassisch-europäischen Klaviertradition „ohne den federnden Swing seines Spiels zu gefährden.“

## Auswahldiskographie
- Jazz in St. Germain de Pres (EmArCy)
- Bernard Peiffer and his St. Germain des Pres Orchestra (Blue Star; Fresh Sound Records, 1954)
- André Hodeir: The Vogue Sessions (Vogue, 1954)
- Zoot Sims & Henri Renaud (EmArcy, 1953)
- Bernies's Tunes (Emarcy, 1956) mit Joe Puma, Oscar Pettiford, Ed Thigpen
- Formidable (Manege Music, 1970–76) solo